# باغ سالار
باغ سالار (بالفارسية: باغ سالار) هي مستوطنة تقع في قسم سنغ بست الريفي في إيران. يقدر عدد سكانها بـ 615 نسمة .